# Майкъл Андерсън (режисьор)
Майкъл Андерсън (на английски: Michael Anderson) е британски филмов режисьор.

## Биография
Майкъл Андерсън е роден на 30 януари 1920 година в Лондон, Великобритания в семейство на театрали. Родителите му са актьорите Лорънс (1893–1939) и Беатрис Андерсън (1893–1977). Пралеля му е Мери Андерсън от Луисвил, Кентъки, която става една от първите американски шекспирови актриси, театърът „Мери Андерсън“ в Луисвил е посветен на нея.
Започва да работи в индустрията като актьор през 30-те години на XX век. До 1938 г. той се дипломира, за да работи зад камерата като асистент-режисьор. По време на Втората световна война, докато служи в Кралския сигнален корпус на британската армия, той се запознава с Питър Устинов и впоследствие му помага в два филма.

### Кариера
Андерсън се появява в два филма като актьор в края на 30-те, след което се присъединява към „Елстрийт Студиос“ като продуцент през 1936 г. и става помощник-режисьор до 1938 г. Асистент-режисьор е на редица филми от края на 30-те до края на 40-те години. През 1949 година заедно с Питър Устинов написва и режисира филма „Редник Анджело“ (1949).
Андерсън прави своя самостоятелен режисьорски дебют с филма Waterfront (1950) с Робърт Нютън в главната роля.  Критик на „Телеграф“ обявява: „Мога само да изгоря лодките си и да пророкувам, че младият Майкъл Андерсън е вероятно най-обещаващото откритие след Карол Рийд и Дейвид Лийн“.
След това Андерсън подписва договор с Associated British Picture Corporation (ABPC), за която той заснема пет филма.
Андерсън е поканен да режисира „Около света за 80 дни“ (1956), след като режисьорът Джон Фароу се скарва с продуцента Майк Тод. Филмът е огромен хит и печели Оскар за най-добър филм и Златен глобус за най-добър филм – драма, Андерсън е номиниран за Оскар за най-добър режисьор и за Златен глобус за най-добър режисьор.

### Персонален живот
Андерсън е женен три пъти. През 1939 г. се жени за Бети Джордан (1923–2008), с която имат пет деца. Вторият му брак е с Вера Карлайл (родена 1935 г.), за която се жени през 1969 г. и имат едно дете. Третият му брак е с актрисата Адриен Елис (родена 1944 г.), от нея има две доведени деца. Той е втори баща на актрисата Лори Холдън („Досиетата Х“, „Сайлънт Хил“, „Мъглата“, „Живите мъртви“) и Кристофър Холдън. Синът му Майкъл Андерсън-младши е актьор, участвал в „Бягството на Логан“ и „Марсианските хроники“. Друг негов син, Дейвид Андерсън, е филмов продуцент.

### Смърт
Майкъл Андерсън почива на 25 април 2018 г. на 98-годишна възраст от сърдечно заболяване във Ванкувър, Канада.

## Избрана филмография
| Година | Филм                  | Оригинално заглавие         |
| ------ | --------------------- | --------------------------- |
| 1956   | Около света за 80 дни | Around the World in 80 Days |